# Бедеєво-Полянська сільська рада
Беде́єво-Поля́нська сільська рада (рос. Бедеево-Полянский сельский совет) — муніципальне утворення у складі Благовіщенського району Башкортостану, Росія. Адміністративний центр — село Бедеєва Поляна.

## Населення
Населення — 2225 осіб (2019, 2451 в 2010, 2258 в 2002).

## Склад
До складу поселення входять такі населені пункти:
| Населений пункт         | Населення, осіб (2002) | Населення, осіб (2010) |
| ----------------------- | ---------------------- | ---------------------- |
| Александровка, присілок | 194                    | 171                    |
| Бедеєва Поляна, село    | 1550                   | 1757                   |
| Буличово, присілок      | 32                     | 33                     |
| Еманіно, присілок       | 98                     | 79                     |
| Красна Бурна, присілок  | -                      | 8                      |
| Пушкіно, присілок       | 71                     | 83                     |
| Танайка, присілок       | 70                     | 60                     |
| Федоровка, присілок     | 243                    | 260                    |